# Святловський Євген Володимирович
Євге́н Володи́мирович Святло́вський (1854 — 1914) — лікар, доктор медичних наук, засновник журналу «Земский врач».
Діяв У Чернігові, пізніше в Полтаві, директор губернської земської лікарні в Полтаві. Зібрав та дослідив різноманітний, об'ємний статистичний матеріал з історії земської медицини у Чернігівської губернії.